# Fortepian
Fortepian est une localité polonaise de la gmina de Biecz, située dans le powiat de Gorlice en voïvodie de Petite-Pologne.